# Defibrillátor

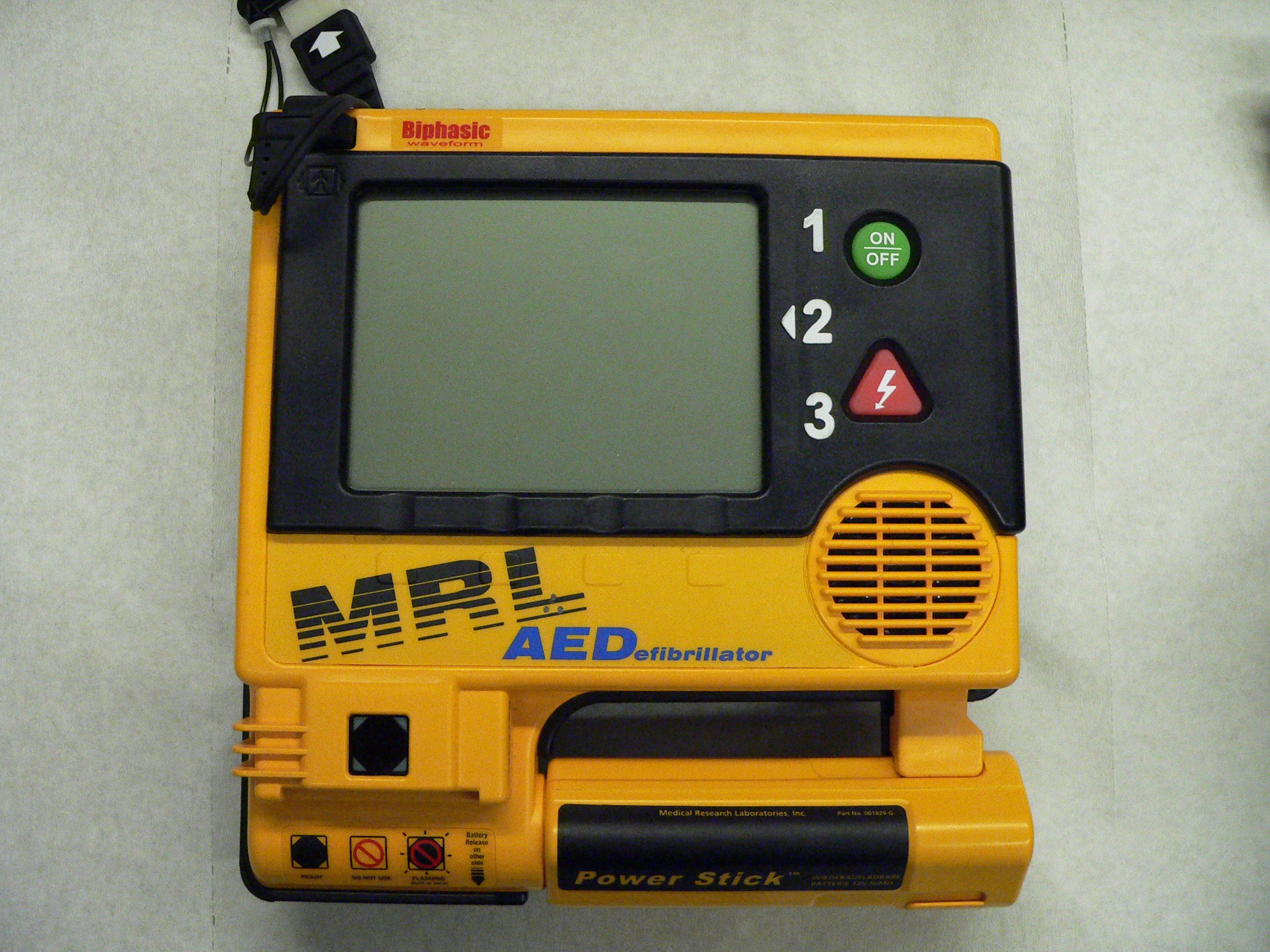
Külső félautomata defibrillátor

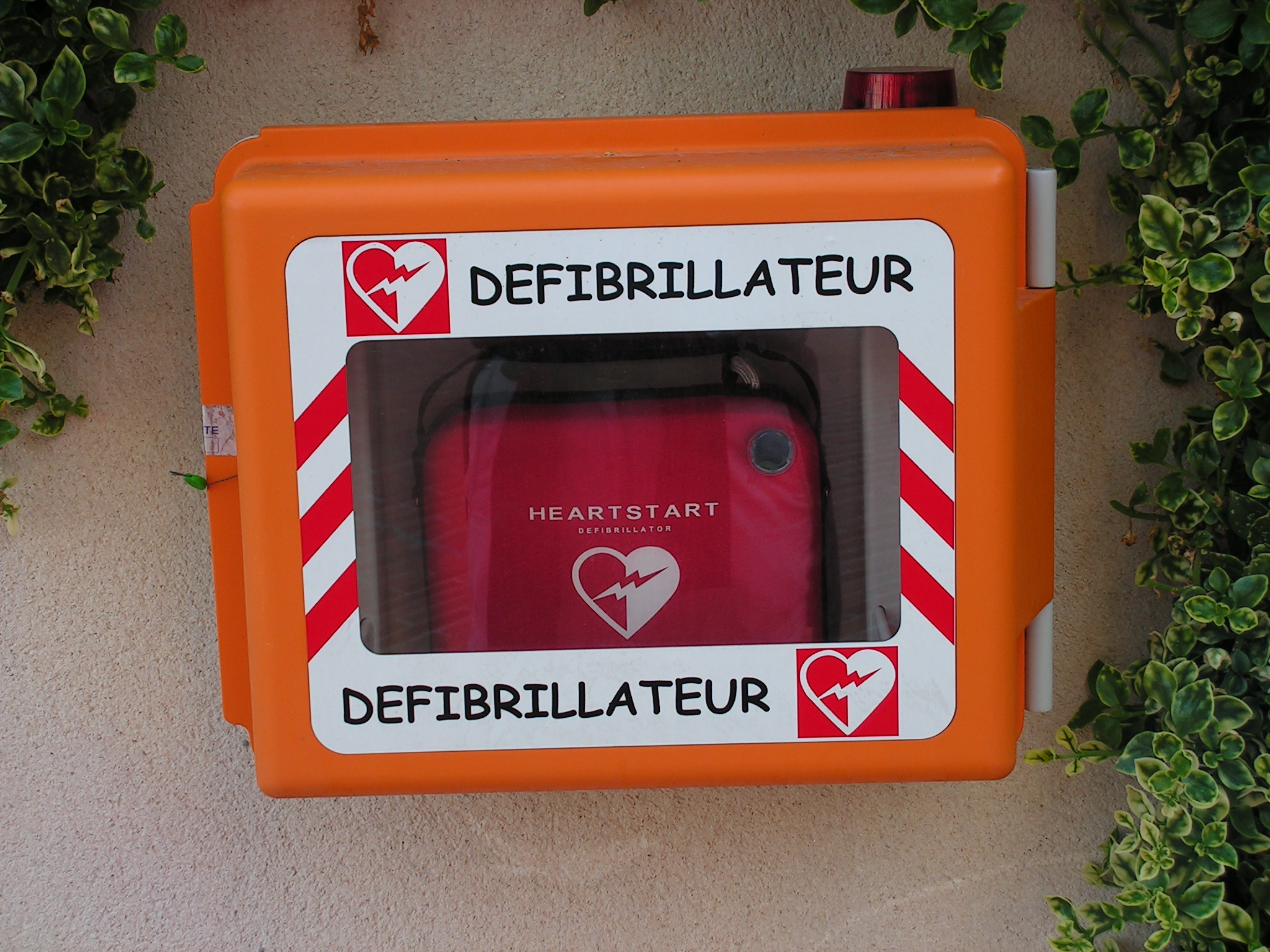
Utcai defibrillátor Franciaországban

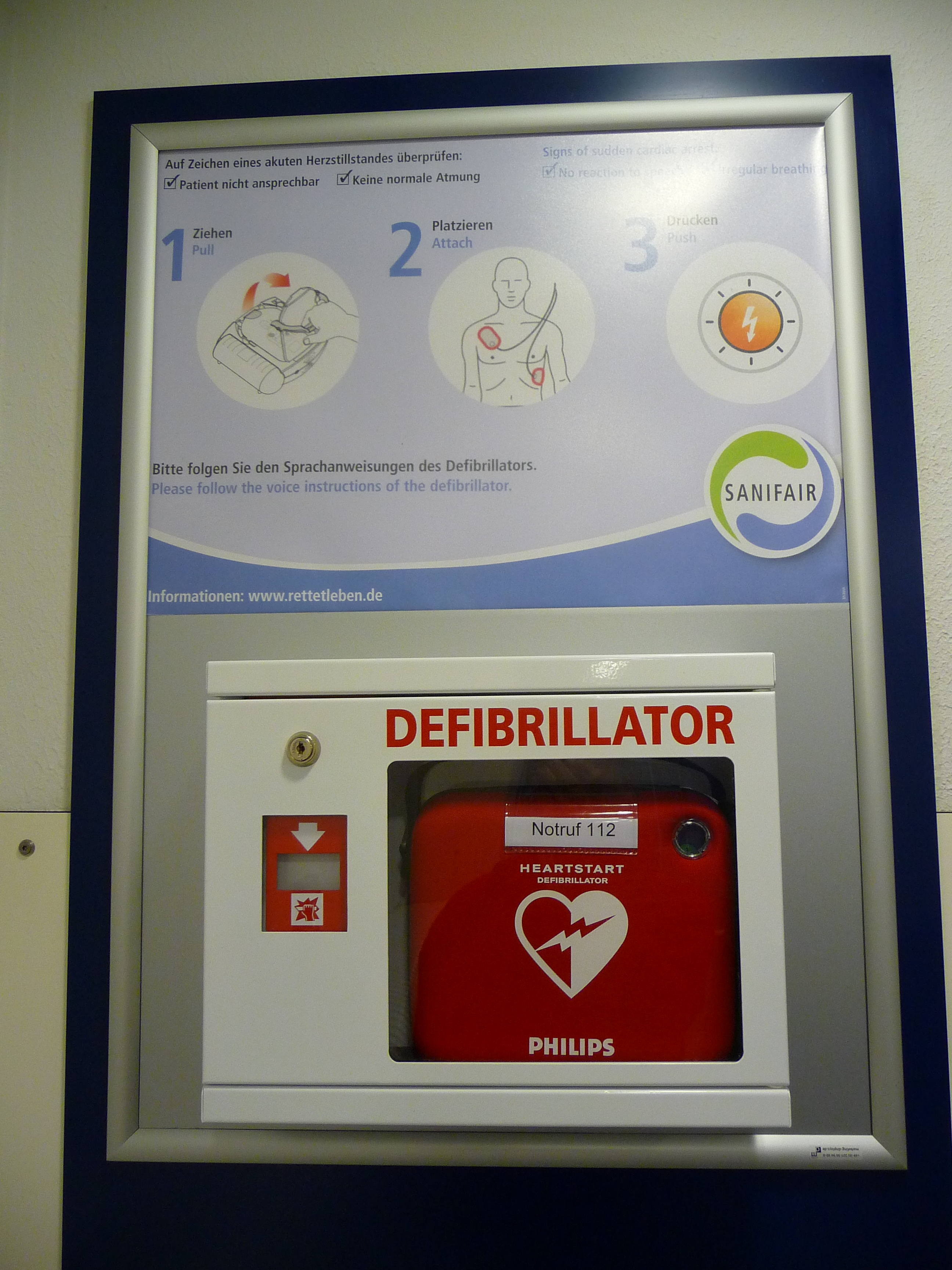
Philips gyártmányú defibrillátor

A defibrillátor egy elektromos áram keltésére alkalmas orvosi készülék. A defibrillátorral rövid ideig tartó, néhány amper erősségű áramot lehet előállítani. A szív elektromos ritmuszavarait csaknem pillanatszerűen megszüntetheti.
A HELP program keretében ma már Magyarországon is mind több helyen bárki számára elérhetők az AED-k (automata külső defibrillátorok). Ezek képesek - elektródákkal a beteghez csatlakoztatva - a szívritmus elemzésére, kommunikálnak az elsősegélynyújtóval, kamrafibrilláció észlelése esetén pedig figyelmeztetnek az elektrosokk szükségességére.

## Kifejlesztésének története

### Az első defibrillálás
A defibrillációt mint  jelenséget először Jean Louis Prevost és Frederic Batelli figyelte meg 1899-ben a Genfi Egyetemen. Azt tapasztalták, hogy a kisebb áramütések kutyáknál kamrafibrillációt okoznak, míg a nagyobbak rendezik azt.
Az első olyan eszközt, amely közvetlenül a szívbe fecskendezett gyógyszereket helyettesíteni volt képes, 1933-ban Dr. Albert Hyman kardiológus és C. Henry Hyman villamosmérnök fejlesztette ki. Az  áramütésnél alkalmazott  ún. Hyman Otor egy üreges tű volt, amelynek a belsejében levő szigetelt vezeték juttatta a szívbe az elektromos áramot.
Claude Beck sebészprofesszor 1947-ben alkalmazta először sikeresen a defibrillációt egy 14 éves fiún. A műtét a mellkas felnyitását igényelte.

### Zárt mellkasi módszer
Bár az 1950-es évek elején a defibrillációt csak nyílt mellkasnál lehetett alkalmazni, a 300 V vagy annál nagyobb feszültség és a „lapát” elektródák megjelenése rövidesen lehetővé tette a mellkas megnyitása nélküli defibrillációt is. Az első ilyen sikeres műtétet az egykori Szovjetunió, a mai Kirgizisztán területén élő orvos, dr. V. Eskin, valamint asszisztense, A. Klimov végezte.

### Egyenáram
Először Bernard Lown alkalmazta 1959-ben.

### A hordozható egységek megjelenése
Az 1960-as években a belfasti Frank Pantridge professzor játszott fontos szerepet a hordozható defibrillátorok kifejlesztésében. (Ma a hordozható defibrillátorok a mentőautók legfontosabb felszerelései között szerepelnek.)

### Beültethető eszközök
A beültethető egység feltalálása felbecsülhetetlen értékű az állandó szívproblémákban szenvedőknek, bár beültetést általában csak az infarktust átélteknél alkalmaznak.

## A cardioverter
Az implantálható (beültethető) cardioverter-defibrillátor egy miniatűr, elemmel működő eszköz, amelyet a páciens mellkasának bőre alá ültetnek be. A szerkezet észleli a szív ritmuszavarait és elkülöníti az életveszélyes kamrai ritmuszavarokat, amelyeket speciális sorozatingerléssel (ATP) vagy elektromos áramütéssel megszüntet, így szükség esetén újraindíthatja a megállt szívet. 
A működése a pacemakerhez hasonló, annyi különbséggel, hogy állandó védelmet nyújthat a hirtelen szívmegállás illetve a ritmuszavar következtében fellépő szívelégtelenség ellen.

## Alkalmazása
Az automata külső defibrillátorok (AED-k) olyan eszközök, amelyeket széles körben használnak a sürgősségi orvoslásban és az életmentés területén. Az AED-k célja a kamrai fibrilláció vagy más súlyos szívritmuszavarok által okozott sürgős helyzetekben azonnali elektromos sokk biztosítása. 
Az AED aktiválása a készülék fedelének felnyitásával indul.
Ezután az AED hangutasításokkal (amennyiben kijelzővel rendelkezik, akkor a képernyőn megjelenő szöveggel, ábrával, vagy animációval) irányítja a használót a szükséges lépésekről. Az utasítások segítik a felhasználót a helyes cselekvések végrehajtásában, beleértve a mellkas kompresszió és a mesterséges lélegeztetést ritmusának "diktálását".
Az AED bekapcsolása után az eszköz beépített érzékelőkkel elemezni kezdi a beteg szívritmusát. Az érzékelők segítségével az AED képes felismerni a kamrai fibrillációt vagy más olyan szívritmuszavarokat, amelyek esetén az elektromos sokk alkalmazása szükséges.
Ha az eszköz érzékeli, hogy a betegnél kamrai fibrilláció vagy más súlyos szívritmuszavar áll fenn, az eszköz előkészíti az elektromos sokkot. Az AED kijelzi, hogy szükséges-e elektromos sokkot alkalmazni, és ha igen, hang- vagy villogó jelzés kíséretében utasítja a használót a sokkadó gomb megnyomására. Illetve, arra, hogy a sokk leadásakor ne érjen a beteghez.
Amikor a használó megnyomja a sokkadó gombot, az AED elektromos sokkot ad le a beteg mellkasára. Az elektromos sokk célja az, hogy azonnal megszüntesse a szívritmuszavart, lehetővé téve a szív normális működésének helyreállítását.
Az AED utasítja a használót, hogy folytassa a mellkasi nyomókéziműveletet és a mesterséges lélegeztetést, ha szükséges. Az eszköz monitorozza a beteg állapotát, és további utasításokat ad a mentők megérkezéséig.

## Hatása
A kórházon kívüli hirtelen szívmegállás (out-of-hospital cardiac arrest; OHCA) rosszabb túlélési arányt mutat (2–8% az elbocsátás és 8–22% a felvétel után), mint a kórházon belül történő szívmegállás (15% elbocsátás után). A fő meghatározó tényező a kezdetkor észlelt szívritmus. A kamrafibrillációt vagy kamrai eredetű szapora szívverést mutató egyének túlélési esélye 10-15-ször jobb, mint azoké, akiknél pulzusnélküli elektromos aktivitás, vagy aszisztólia áll fenn.
Mivel a kórházon kívüli szívmegállás (OHCA) esetekben a halálozási arány magas, több programot is kifejlesztettek a túlélési arány javításának érdekében. Jóllehet a kamrai (ventricularis) fibrilláció esetében a halálozási arány magas, a defibrillátorral történő gyors beavatkozás javítja a túlélési arányt.

## Magyarországon
Magyarországon a 2000-es évek elején néhány neves sportoló (pl. Kolonics György olimpiai bajnok, Ocskay Gábor jégkorongozó) halála megrázta a közvéleményt, mivel ezeknek a sportolóknak az életét megmenthette volna, ha defibrillátor lett volna a közelükben a döntő pillanatban. (Az orvosok évek óta hangoztatják, hogy automata defibrillátorokat kellene kihelyezni az edzések helyszínére, sőt a nagyobb üzemekbe, hivatalokba, áruházakba és közlekedési állomásokra is.) Először lajstromba vették az országban fellelhető életmentő készülékeket.